# Pierre Marie Etienne Gustave Ardin
Pour l’article homonyme, voir Ardin (homonymie).
Pierre Marie Etienne Ardin, né le 29 décembre 1840 à Clairvaux-les-Lacs (Jura) et mort le 21 novembre 1911 à Sens (Yonne), est un évêque catholique français, successivement évêque d'Oran de 1880 à 1884, évêque de La Rochelle et Saintes de 1884 à 1892 puis archevêque de Sens-Auxerre de 1892 à 1911.

## Biographie

### Prêtre
Pierre Marie Etienne Gustave Ardin est le fils de Jean-Marie-Adolphe Ardin, fabricant de papier et propriétaire à Clairvaux-les-Lacs (Jura), et de Herminie Roy.

Il est ordonné à Versailles le 21 mai 1864 et devient secrétaire de l'évêque de Versailles du 1er novembre 1863 au 15 avril 1866 puis secrétaire général de l'évêché de Versailles à partir du 15 avril 1866.
Il est ensuite nommé aumônier de la chapelle du château de Versailles à partir du 1er avril 1867.
Pendant la guerre de 1870-1871, il est nommé aumônier volontaire aux armées.
Jean-Pierre Mabile le nomme chanoine titulaire de la cathédrale Saint-Louis de Versailles à partir du 11 janvier 1876. L'année suivante, il devient également prélat domestique du pape.

### Évêque
Il est nommé évêque d'Oran le 27 février 1880, sacré par Legain, archevêque de Montauban, le 1er mai suivant.
C'est un partisan de la politique de ralliement à la République prônée par Léon XIII. À Oran, à la suite de la fermeture du collège Notre-Dame dirigé par les Jésuites expulsés par décret, il installe un petit séminaire à côté du grand séminaire dans les anciens appartements épiscopaux.
Le 27 mars 1884, il est transféré au siège épiscopal de La Rochelle et Saintes. Il doit gérer la délicate succession de Thomas qui avait lancé de vastes chantiers de construction, encore en cours lorsque ce prélat est parti pour Rouen. Il devient membre de la société des archives historiques de la Saintonge et de l'Aunis.
Enfin, il est nommé archevêque de Sens le 11 juillet 1892. Il fait don en 1895 au Louvre de carreaux de pavage du XIVe siècle provenant de l'abbaye Saint-Pierre-le-Vif de Sens disparue.
Proche de Aloys-Joseph-Eugène Arnaud, qu'il sacrera évêque le 18 février 1900 dans la cathédrale de Toulon, celui-ci le reçoit chanoine d'honneur de Fréjus la même année.
Il meurt dans son nouvel hôtel épiscopal le 21 novembre 1911, l'ancien ayant été nationalisé en 1905.

## Distinctions

### Décorations
- Chevalier de la Légion d'honneur (30 janvier 1877)[1]
- Chevalier grand-croix de l'ordre équestre du Saint-Sépulcre de Jérusalem

### Titres
- Assistant au trône pontifical
- Comte romain